# Konstantínos Tsátsos
Konstantínos Tsátsos (en grec moderne : Κωνσταντίνος Τσάτσος), né le 1er juillet 1899 à Athènes et mort le 8 octobre 1987, est un diplomate et homme d'État grec. Il est le deuxième président de la Troisième République hellénique.
Après des études de droit à l'université nationale et capodistrienne d'Athènes puis à Heidelberg en Allemagne, il entre dans le corps diplomatique.
Il est exilé par le régime du 4-Août puis participe à la résistance intérieure puis extérieure lors de l'occupation de la Grèce pendant la Seconde Guerre mondiale.
De retour en Grèce, il entre en politique, aux côtés de Konstantínos Karamanlís dans le camp des libéraux. Il est membre du Parlement grec et ministre à de nombreuses reprises jusqu'à la dictature des colonels.
Il est président de la République hellénique de 1975 à 1980.
Il est marié à Ioánna Seferiádou, sœur du poète Georges Séféris.

## Décorations et distinctions
- Membre de l'Académie du royaume du Maroc[1]